# San Andrés (Panama)
Pour les articles homonymes, voir San Andrés.
San Andrés est un corregimiento situé dans le district de Bugaba, province de Chiriquí, au Panama. En 2010, la localité comptait 2 523 habitants.